# Hrîbovîțea, Ivanîci
Hrîbovîțea (în ucraineană Грибовиця) este o comună în raionul Ivanîci, regiunea Volînia, Ucraina, formată numai din satul de reședință.

## Demografie
Componența lingvistică a satului Hrîbovîțea
     Ucraineană (99,14%)
     Alte limbi (0,86%)
Conform recensământului din 2001, majoritatea populației satului Hrîbovîțea era vorbitoare de ucraineană (99,14%), existând în minoritate și vorbitori de alte limbi.